# Nêga (canção de Luan Santana)
"Nêga" é uma canção do cantor brasileiro Luan Santana, gravada para seu segundo álbum de estúdio Quando Chega a Noite (2012), e quarto no geral. Foi lançada como primeiro single do álbum pela Som Livre em 24 de outubro de 2011. 
Intitulado pelo cantor como um "hit de verão", a canção configurou-se entre as 5 mais executadas no Brasil em dezembro de 2011, janeiro e fevereiro de 2012.

## Desempenho nas tabelas musicais

### Posições
| Tabela musical (2011-12)                                  | Melhor posição |
| --------------------------------------------------------- | -------------- |
| Billboard Brasil Hot Popular Songs                        | 2              |
| Billboard Brasil Brasil Regional Campinas Hot Songs       | 1              |
| Billboard Brasil Brasil Regional Ribeirão Preto Hot Songs | 3              |

## Histórico de lançamento
| País   | Data                  | Formato | Gravadora |
| ------ | --------------------- | ------- | --------- |
| Brasil | 24 de outubro de 2011 | Airplay | Som Livre |